# Myriocoleopsis gymnocolea
Myriocoleopsis gymnocolea là một loài Rêu trong họ Lejeuneaceae. Loài này được (Spruce) Reiner, Maria Elena & Gradst. mô tả khoa học đầu tiên năm 1997.